# Guelph United FC
A Guelph United FC egy kanadai labdarúgócsapat, amelynek székhelye az Ontario állambeli Guelph városában található. A klub 2021 óta a kanadai másodosztályban, a League1 Ontario-ban szerepel. Hazai mérkőzéseit az 500 néző befogadására alkalmas Centennial Bowl-ban játssza. A tartomány másodosztályához való 2021-es csatlakozás utáni első, 2021-es szezonban megszerezték a bajnoki címet, így kvalifikáltak a Canadian Championship-be, ahol az első körben, a HFX Wanderers elleni 2–0-ás vereséggel zárult mérkőzéssel búcsúztak a kupától.

## Sikerek
- League1 Ontario
  - Bajnok (1): 2021

## További hivatkozások
- Hivatalos honlapja